# Union mondiale pour l'interlingua
L'Union mondiale pour l'interlingua (Union Mundial pro Interlingua, UMI) est une entité sans objectif lucratif qui est consacrée à la promotion de la connaissance et de l'usage de l'interlingua au monde.
L'UMI est une institution pour coopération internationale concernant la promotion de l'usage de l'interlingua pour communication internationale dans des situations adéquates, l'information sur cette langue, l'édition des manuels, des dictionnaires et de autres publications de l'interlingua. 
L'UMI a des membres, des représentants et des représentations dans cinq continents. Un conseil exécutif avec un président, un secrétaire général, un vice-secrétaire et un administrateur gèrent les activités quotidiennes de l'UMI. Un conseil général avec au maximum deux représentants de chaque pays, dans lequel il y a une représentation nationale de l'interlingua, discute les objectifs plus larges.
L'UMI édite le magazine bimensuel, Panorama in Interlingua, avec des informations internationales en interlingua pour un public global : journalisme, messages, reportages, interviews, recensions des livres, et avec objectif la diffusion de l'interlingua et des messages de l'interlingua globalement. 

## Histoire
L'UMI est constituée en 1954 par le linguiste suisse André Schild, le syndicaliste français Julien Thersant et le professeur de mathématiques britannique Donald Morewood Hallowes,. À sa fondation officielle le 28 juillet 1955 à l'hôtel de ville de Tours, Schild occupe le poste de secrétaire général, fonction qu'il assurera jusqu'en 1958 avant de céder sa place l'année suivante à Ric Berger.
Les conférences internationales arrivèrent à :
| - Tours (France) 1955, - Bâle (Suisse) 1957, - Tours (France) 1959, - Basel (Suisse) 1971, - Norwich (Grande-Bretagne) 1974, - Sheffield (Grande-Bretagne) 1983, - Høje-Taastrup (Danemark) 1985, - Paris (France) 1987, - Zwolle (Pays-Bas) 1989, - Helsingborg (Suède) 1991, - Borne (Pays-Bas) 1993, | - Prague (le République tchèque) 1995, - Strasbourg (France) 1997, - Focșani (Roumanie) 1999, - Gdańsk (Pologne) 2001, - Lovetch (Bulgarie) 2003, - Åsa (Suède) 2005, - Kirchheimbolanden (Allemagne) 2009, - Tchepelare (Bulgarie) 2011, - Åsa (Suède) 2014, - Benidorm (Espagne) septembre 2015. |

L'UMI a été enregistrée juridiquement par les autorités françaises (le sous-préfet du département d'Essonne à Étampes) le 3 août 2006 comme association numéro 0911004931.
- Conférence Internationale de l'UMI, 1959 (ia)